# Food Coop
Food Coop és un film documental francoamericà realitzat per Tom Boothe l'any 2016.
Presenta l'experiència del supermercat autogestionat Park Slope Food Coop a Nova York.

## Argument
El film presenta l'experiència de la Food Coop a Park Slope a Nova York l'any 1973. Aquest supermercat participatiu comprèn 17.000 membres igualment tots propietaris de la societat i qui es comprometen a treballar-hi 2 hores i 45 minuts al mes.